# Bertrand Kaï
Bertrand Kaï, né le 6 juin 1983 en Nouvelle-Calédonie, est un footballeur international néo-calédonien, jouant actuellement à Hienghène Sports.

## Biographie

### Carrière internationale
En 2011, Bertrand Kaï est élu joueur océanien de l'année.

## Palmarès

### En club
- Avec Hienghène Sports :
  - Champion de Nouvelle-Calédonie en 2017, 2019 et 2021
  - Vainqueur de la Coupe de Nouvelle-Calédonie en 2013 et 2015
  - Vainqueur de la Ligue des champions de l'OFC en 2019, 2021, 2023

- Avec l'AS Magenta :
  - Champion de Nouvelle-Calédonie en 2014
  - Vainqueur de la Coupe de Nouvelle-Calédonie en 2014

### Avec l'équipe de Nouvelle-Calédonie
- Finaliste de la Coupe d'Océanie 2012